# Quiina maracaensis
Quiina maracaensis är en tvåhjärtbladig växtart som beskrevs av J.V.Schneid. och Zizka. Quiina maracaensis ingår i släktet Quiina och familjen Ochnaceae. Inga underarter finns listade i Catalogue of Life.